# Natividad Navalón Blesa
Natividad Navalón (Valencia, 15 de mayo de 1961) es una artista interdisciplinar española destacada por su aportación al arte conceptual contemporáneo en el ámbito de la instalación, de la escultura y de la fotografía. Compagina la creación con la docencia como Catedrática de Proyectos en la Universitat Politècnica de València. Su obra se encuentra dentro de las narrativas feministas. En ella plantea cuestiones sobre el proceso de la identidad femenina, pero sobre todo la visibilización de un legado no escrito que se transmite de madres a hijas. En su trabajo destaca el compromiso de recuperación de un espacio que siempre estuvo negado a la mujer.

## Biografía
En 1979 comienza su formación artística en la Facultat de Belles Arts de San Carles, Valencia, donde se doctora en 1988. Comienza a impartir docencia en la Facultat de Belles Arts de San Carles (1985) Valencia, donde actualmente es Catedrática de Proyectos en el Departament d’Escultura desde el 2007. En 1998 fue uno de los miembros fundadores de la Facultad de Bellas Artes de Altea de la Universidad Miguel Hernández, de la que fue Vicedecana y Directora de Departamento. Durante los años 80 perteneció a la Junta Directiva del Círculo de Bellas Artes de Valencia y ha participado como miembro de la Comisión Nacional Evaluadora de la Actividad Investigadora del profesorado universitario en las áreas de Bellas Artes (2014-2018), estableciendo los criterios de investigación en el ámbito de la creación artística.

## Trayectoria y exposiciones
Su trayectoria artística comienza con su primera exposición individual en el año 1987 en la Galería Pos-Post de Valencia y en 1995 realiza una exposición individual en la Sala Proyectos en el Museo Nacional Centro de Arte Reina Sofía, invitada por su directora, María Corral. Su obra ha sido mostrada en museos de Argentina, Brasil, México, EE. UU., Cuba, Italia, China, Japón, Austria, Marruecos, Senegal. Sus trabajos más importantes han sido desarrollados a través de diferentes series.

#### SerieEspacio urbano(1984-1988)
Centra su investigación en el estudio de métodos de creación plástica. La serie como proceso y estrategia creativa permite la reflexión artística sobre la realidad y, por tanto, supone un método de investigación.
- Del espacio referente, 1986, Círculo de Bellas Artes de Valencia.
- 10 Jahre... 10 Künstler, 1988, en Maguncia, Alemania.
- Última escultura a València en la Sala Montcada, 1988, Fundació 'La Caixa, Barcelona.
- BIENNALE ‘88, Giovani Artisti dell’ Europa Mediterranea,[1] 1988, Bologna, Italia.
- Museo Popular de Arte Contemporáneo de Vilafamés, 1988. Castellón.
- 20 Anys de la Sala Montcada. Memoria d’un espai, 2002, Caixa Forum, Barcelona.
- Escultura valenciana contemporánea, 1998, Círculo de Bellas Artes de Valencia

La obra elaborada en esta etapa es premiada por distintas instituciones públicas y forma parte de diversas colecciones de arte como la Fundació La Caixa, Museo de Arte Contemporáneo de Villafamés en Castellón, Diputación de Alicante y Murcia y diversos organismos de la Comunidad Valenciana.

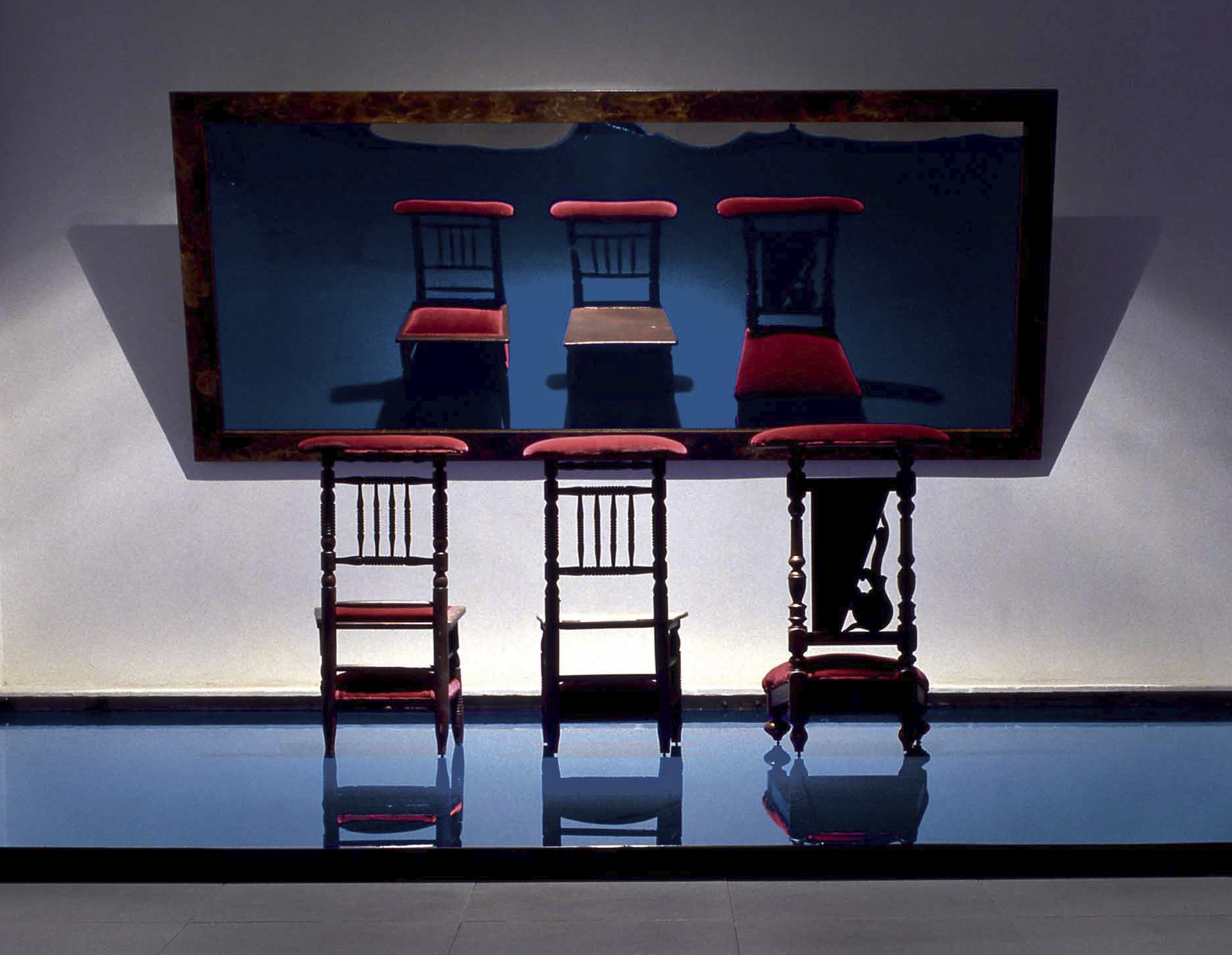

#### SerieEl paraíso de Alicia(1988-1993)
Comienza a trabajar en el ámbito de la instalación. Su objetivo se centra en intervenir en el espacio, alterarlo y, por tanto, transformar la imagen perceptual que de él se tiene. Utiliza el término improvement en sus obras para hacer referencia a un proceso con el que designa una modificación en el espacio arquitectónico ya existente. Su pretensión última se basa en encontrar la presencia e historia de ese espacio, enfatizarlo, convirtiéndolo en el auténtico material escultórico.
- Becas Alfonso Roig, 1990, Sala Parpalló Valencia.
- Muestra de arte joven, 1990, Museo de Arte Contemporáneo (MEAC) Madrid.
- Muestra Nuevos Creadores, 1990, Valencia.
- Post-pos: Imágenes del recuerdo, 1988, Galería Post-pos Valencia.
- Lugares de ausencia, 1991, Galería Salvador Riera (Dau al Set), Barcelona.
- Ilusiones-Alusiones,[4] 1989, Centro Cultural Conde Duque, Madrid.
- Al aire libre, 1986, Castillo de Buñol, Valencia.
- Prisiones imaginarias,[5] 1989, Fundació Espais d´Art Contemporani en Girona.
- Escenarios de tránsito, 1991, Fortezza da Basso, Florencia.
- Lugares de ausencia: Lugares de incursión, 1993. Arteara Galería, Madrid.

#### SerieMoradas anónimas(1994-1998)
Mediante este método de reflexión hace un llamamiento sobre la marginación, la incomprensión, la constante lucha por la no-violación de la intimidad, que es precisamente la que nos va tejiendo el cerco, aludiendo a las primeras víctimas del SIDA. Para ello plantea el uso de la repetición como recurso formal y metodología constructiva en el lenguaje de la instalación. Este recurso enfatiza los conceptos planteados y aumenta el sentido de orden, claridad o unidad gracias a la pregnancia o Gestalt que la repetición y el ritmo confieren a la obra.
- Mar de Soledades,[6] 1995, en el Museo Nacional Centro de Arte Reina Sofía, Sala Proyectos, Madrid.
- Moradas Anónimas, 1997-98, itinerante en Ex-Teresa Arte Actual, México, Instituto de Arte Mexicano. Washington, Centro de Desarrollo de las Artes Visuales, La Habana, Cuba, Museo Nacional de Bellas Artes. Buenos Aires.
- Cegueses, 1997, Museu d`Art Contemporani Girona.
- 100 Mujeres artistas en México, 1997, Galería Universitaria Aristos, Méjico D.F.
- Femminile, plurale, 1996, Palazzo Pinucci-Galleria Via Larga, Florencia,

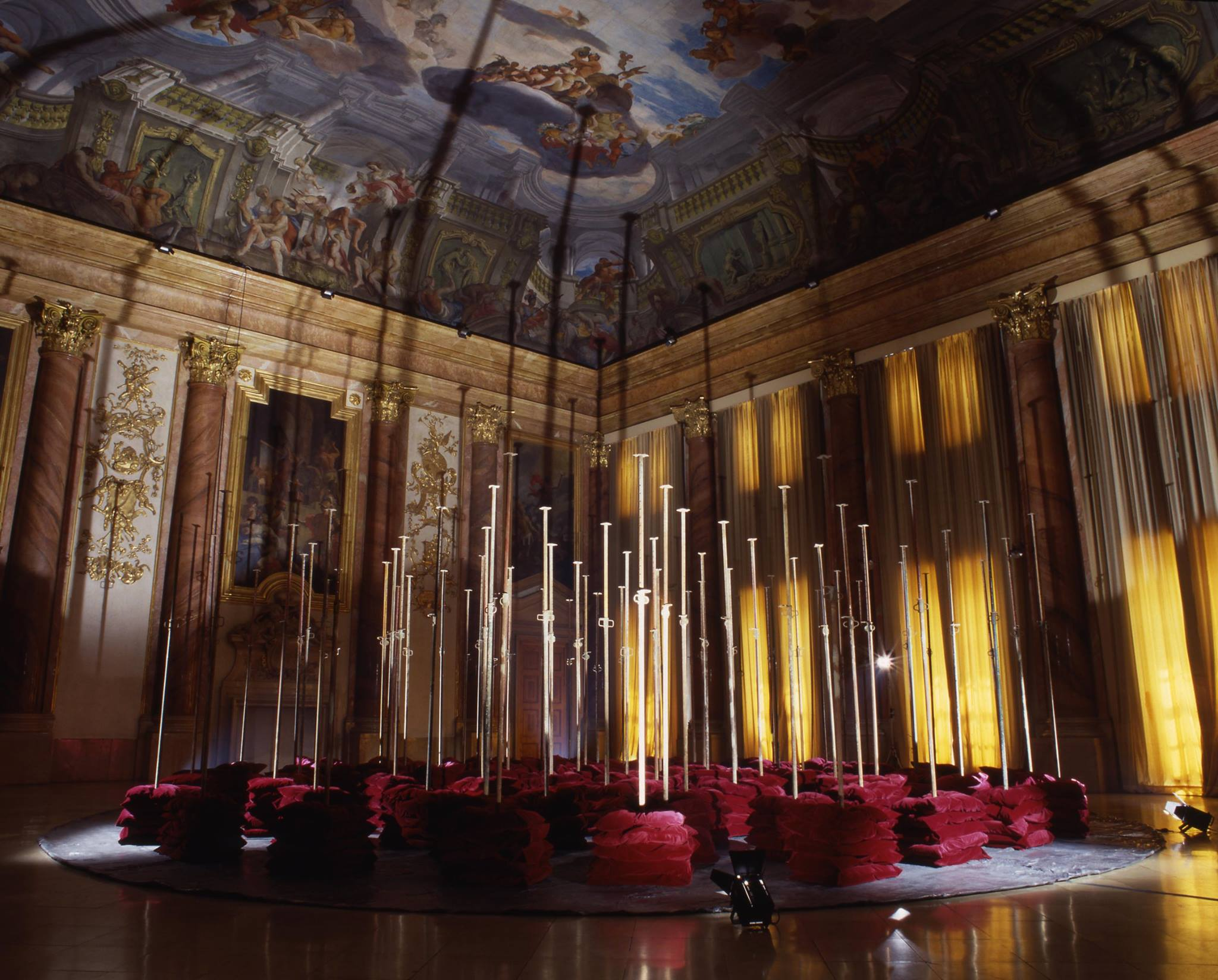

#### SerieMi cuerpo: aliviadero y miedo(1996-2003)
La artista plantea, desde su condición femenina, el cuerpo como lugar donde acontece la vida. Propone una revisión de los arquetipos femeninos, de la construcción cultural del género y de rituales o acciones asociadas a la mujer, con ello entra en la dicotomía público / privado que siempre ha separado las funciones y la actividad de hombres y mujeres.
- Mi Cuerpo: Aliviadero y Miedo,[7] 1997, Sala Parpalló Valencia.
- Das Dunkle Des Bewusstseins,[8] 1998, MUMOK - Museum Moderner Kunst Stiftung Ludwig Wien.
- Desplazamientos, 1997, Mie Prefectural Museum, Japón.
- Cómo nos vemos. Imágenes y arquetipos.[9] 1999 Centre d'Art Tecla Sala, Barcelona y en el Círculo de Bellas Artes de Madrid, comisariada por Victoria Combalía.
- Identidad Femenina[10] en la Colección del IVAM,[11] 2012, Itinerante por el Museo Memorial de América Latina de Sao Paulo, Brasil, Museo de Arte Contemporáneo Dragao do Mar, Fortaleza, Brasil, Museo de Arte Moderno de Buenos Aires, Argentina. Museo de Arte Moderno de Bogotá, Colombia. Museo de Arte Contemporáneo de Santiago de Chile. Museo Nacional de Artes Visuales de Montevideo, Uruguay.[12]
- La Trama de la Escultura, 1998, Cordoaria Nacional, Lisboa. Portugal.

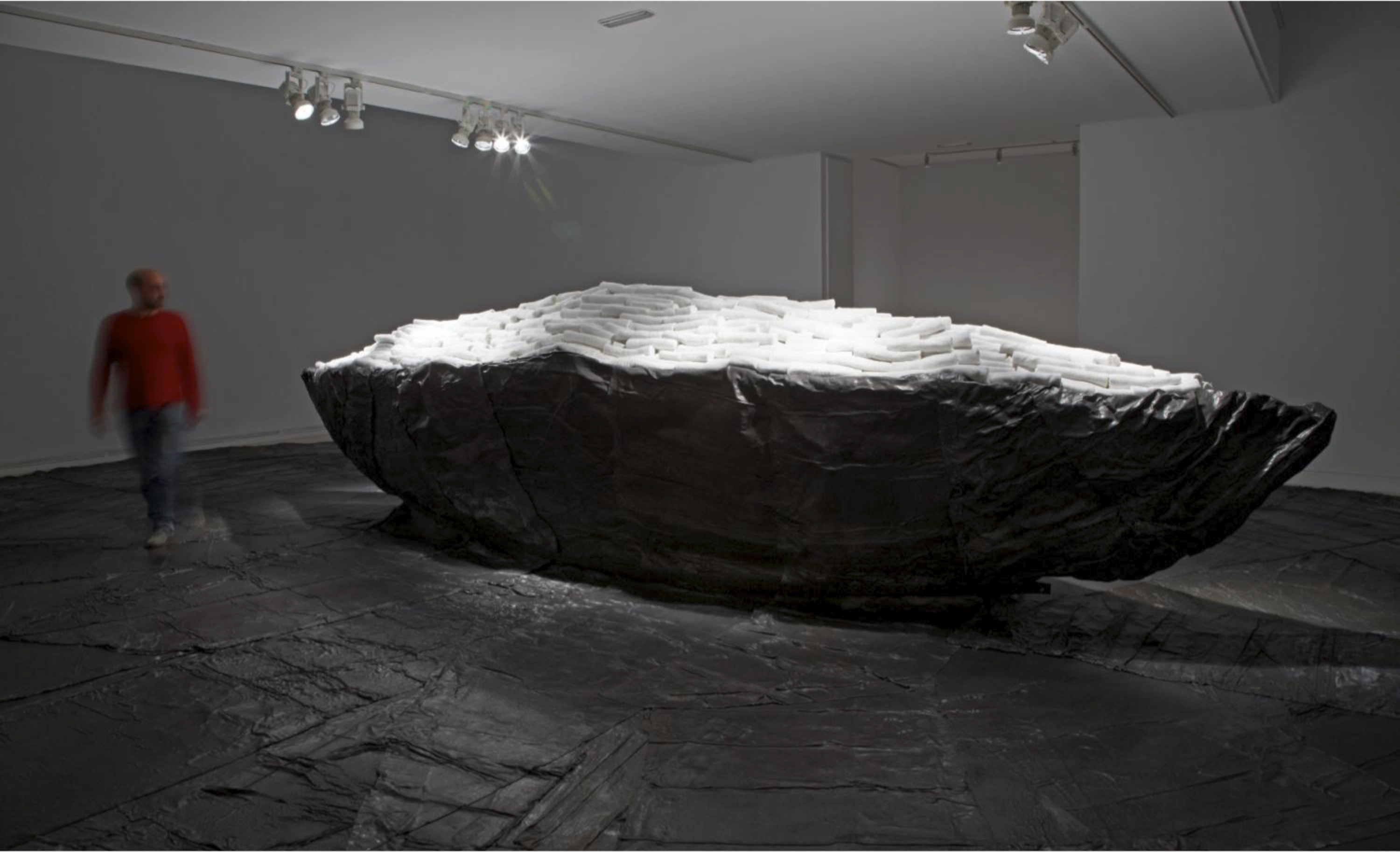

#### SerieSin pedir perdón(2000-2006)
El estudio sobre procesos de identidad y arquetipos femeninos le han llevado a la interpretación de ciertos rituales o acciones asociadas a la mujer. Para ello, la artista recurre a acciones dentro del ámbito doméstico, como doblar, plegar, ordenar, coser, limpiar, cortar, atar, zurcir, etc., y el uso de materiales como la tela, el hilo, el lienzo o la aguja.
- Sin Pedir Perdón,[13] 1998, Casal Solleric de Mallorca.
- Diálogos, 2002, Palacete del Embarcadero, Fundación Santander Creativa coordinada por Fernando Francés.
- De blancos, vacíos y silencios,[14] 2001, en la Fundación Telefónica, Madrid.
- Mujeres,[15] 2000, en la Sala de exposiciones de Plaza España, Madrid.
- Una cambra pròpia,[16] 1999, Museo de Arte de Girona.
- II Bienal de Valencia, 2004, Centre del Carme, Valencia.
- VII Bienal de la Habana, 2000. Cuba.
- Oeuvrè à Dix Mains,[17] 2010, Centre d’art contemporain d’Essaouira, Marruecos.
- Coser y Callar,[18] 2010, Bancaja - Fundación Caja Castellón.

El trabajo de investigación realizado le permite obtener la Cátedra de Proyectos en la UPV Universitat Politècnica de València.

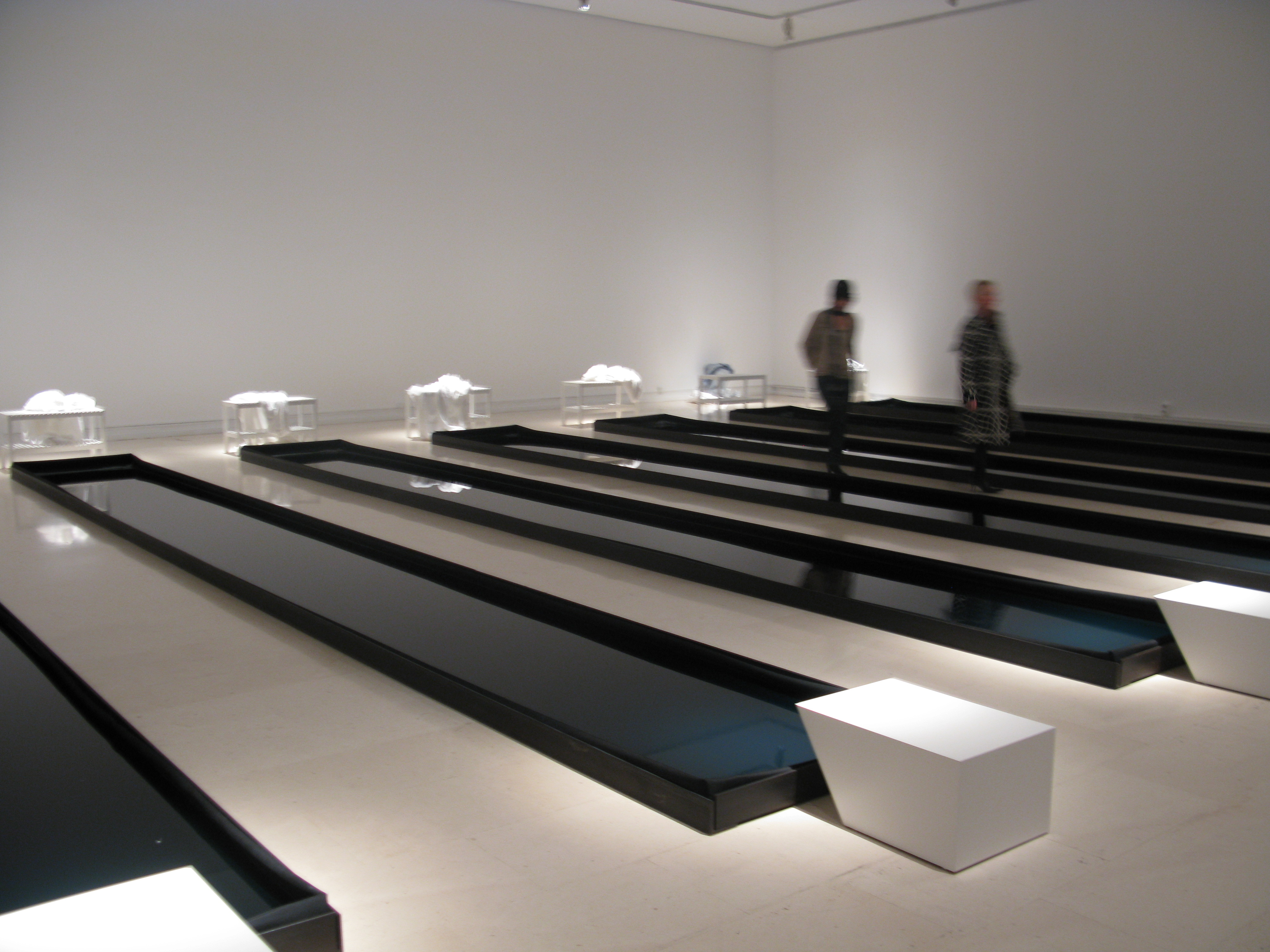

#### SerieDe madres a hijas(2007-2015)
Inmersa en la narrativa femenina, plantea y esboza las relaciones entre madre e hija. Este trabajo es un homenaje al papel de las mujeres que desde su lugar de soledad son transmisoras de un legado no escrito.
- La Maleta de mi Madre,[19] 2009, IVAM, Institut Valencià d’Art Modern, Valencia.
- Biennale Internazionale di Scultura,[20] 2013, Racconigi, Italia.
- Dak'Art: African Contemporary Art Biennale,[21] 2012, Senegal.
- I Bienal Internacional de Casablanca, 2012. Marruecos.
- III Bienal del Fin del Mundo. Antropoceno, 2011. Ushuaia, Argentina.
- De Madres a Hijas,[22] 2011, Wuhan Art Museum, China.
- Zona Franca. Exposiciones colaterales. 12 Bienal La Habana,[23] 2015, Cuba.
- Cuéntame un cuento…qué cuento me has contado, 2013. Galería Punto, Valencia.
- Al otro lado, 2014, Fundación Frax, Alfás del Pí, Alicante.
- Incontri Mediterrani Nord-Ovest, 2012, Lipari. Italia.

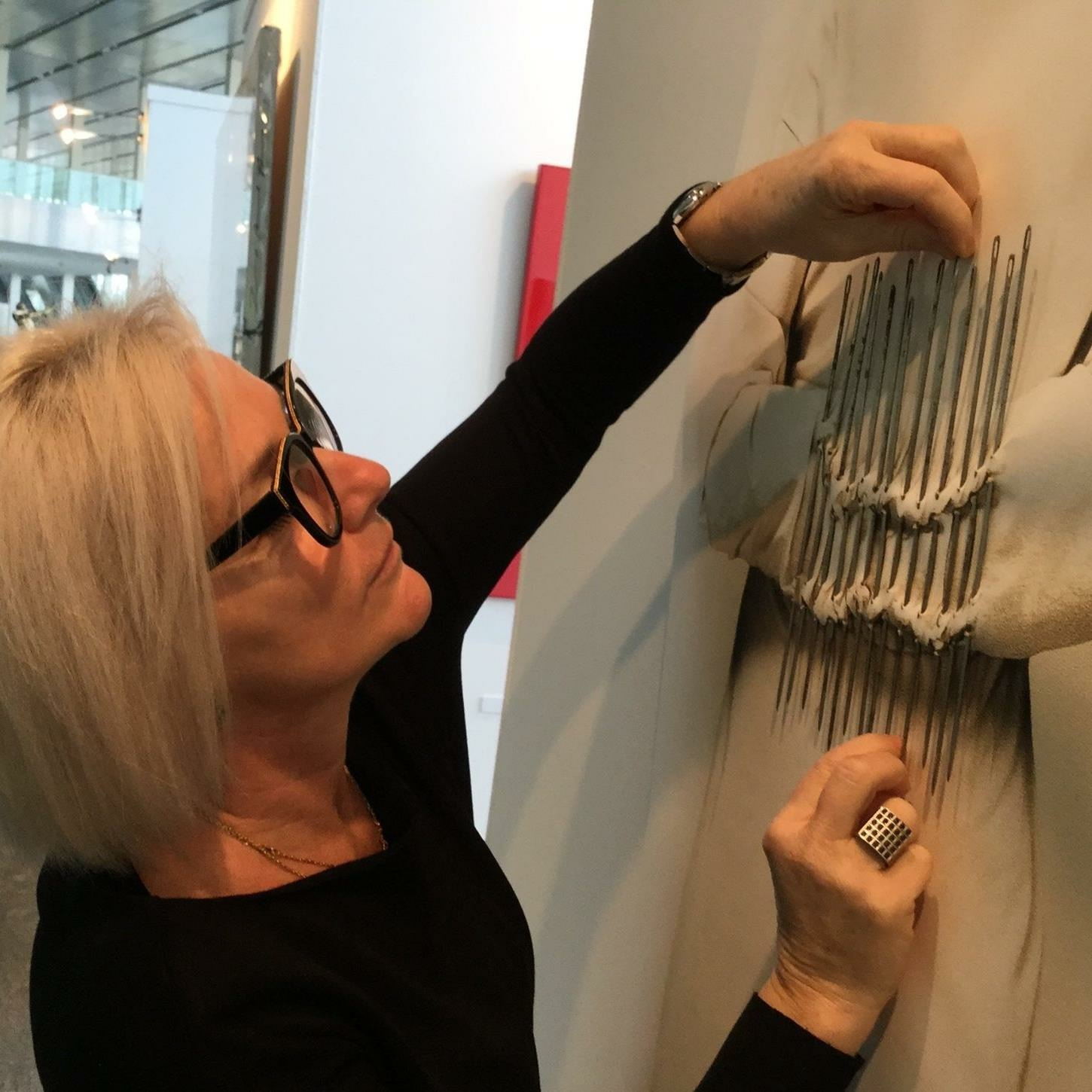